# 田中孝治
田中 孝治（たなか こうじ）は、日本の脚本家。

## テレビドラマ
- スチュワーデス刑事8（2004年、フジテレビ）※脚本協力
- スチュワーデス刑事9（2005年、フジテレビ）※脚本協力
- 警視庁鑑識課＜第9班＞ミッドナイトブルー（2006年、日本テレビ）
- 新宿の母物語（2006年、フジテレビ）
- 越境捜査（2011年、テレビ朝日）第3作※脚本協力
- Answer〜警視庁検証捜査官（2012年、テレビ朝日）第2話・第8話
- 遺留捜査2（2012年、テレビ朝日）第7話
- 科捜研の女12（2013年、テレビ朝日）第7話
- 救急救命士・牧田さおり9（2013年、テレビ朝日）
- 遺留捜査3（2013年、テレビ朝日）第7話
- 温泉女将ふたりの事件簿3〜石和温泉殺人事件〜（2014年、テレビ東京）
- ホワイト・ラボ〜警視庁特別科学捜査班〜 第6話（2014年、TBS）※共同脚本
- 再捜査刑事・片岡悠介７（2015年、テレビ朝日）※脚本協力
- ハガネの警察医（2015年、テレビ東京）
- 救急救命士・牧田さおり10（2015年、テレビ朝日）
- 弁護の鉄人 橘明日香（2015年、テレビ東京）
- SP 八剱貴志（2015年、TBS）※プロット協力
- 山村美紗サスペンス狩矢父娘シリーズ17 京都・開運ツアー殺人事件（2016年、テレビ朝日）
- 検事・朝日奈耀子17 医師&検事２つの顔を持つ女！（2016年、テレビ朝日）
- 諏訪のスゴ腕警察医2（2016年、テレビ東京）

## 映画
- デスノート 前編（2006年、金子修介監督）※脚本協力

## 舞台
- 囚人0号（2003年、THE東京ピチピチボーイズ）
- 往生際の悪い人たち（2007年、THE東京ピチピチボーイズ）
- ホテル アルストロメリア（2009年、THE東京ピチピチボーイズ）
- KATA-NA（2012年、Morgan-Wixson Theatre）※Misa Nagasakiと共同脚本
- DREAM BOYS JET（2013年、帝国劇場）※Additional Script
- ABC座2013 ジャニーズ伝説（2013年、日生劇場）※台本補綴
- Endless SHOCK -Eternal-（2020年9月15日-10月12日、梅田芸術劇場）※脚本協力

## 受賞歴
- 三重県演劇塾「創作劇脚本募集」佳作受賞（2000年）